# Ryan Anderson (cestista 1992)
Ryan Anderson (Long Beach, 4 dicembre 1992) è un ex cestista statunitense.

## Statistiche

### College
| Anno      | Squadra          | PG  | PT  | MP   | TC%  | 3P%  | TL%  | RP   | AP  | PRP | SP  | PP   |
| --------- | ---------------- | --- | --- | ---- | ---- | ---- | ---- | ---- | --- | --- | --- | ---- |
| 2011-2012 | Boston C. Eagles | 31  | 28  | 29,9 | 43,3 | 27,4 | 67,3 | 7,4  | 1,0 | 0,5 | 0,5 | 11,2 |
| 2012-2013 | Boston C. Eagles | 32  | 32  | 31,6 | 47,6 | 21,4 | 62,1 | 8,0  | 1,6 | 0,7 | 0,5 | 14,9 |
| 2013-2014 | Boston C. Eagles | 32  | 31  | 31,4 | 48,9 | 26,7 | 73,9 | 7,3  | 1,4 | 0,8 | 0,6 | 14,3 |
| 2015-2016 | Arizona Wildcats | 33  | 33  | 29,2 | 54,5 | 28,6 | 74,5 | 10,1 | 0,8 | 0,7 | 0,6 | 15,3 |
| Carriera  | Carriera         | 128 | 124 | 30,5 | 48,6 | 26,7 | 70,1 | 8,2  | 1,2 | 0,6 | 0,6 | 14,0 |

### G League
| Anno      | Squadra         | PG | PT | MP   | TC%  | 3P%  | TL%  | RP  | AP  | PRP | SP  | PP  |
| --------- | --------------- | -- | -- | ---- | ---- | ---- | ---- | --- | --- | --- | --- | --- |
| 2018-2019 | Del. Blue Coats | 37 | 4  | 18,3 | 48,5 | 19,4 | 59,3 | 8,6 | 1,2 | 0,5 | 0,4 | 7,6 |
| Carriera  | Carriera        | 37 | 4  | 18,3 | 48,5 | 19,4 | 59,3 | 8,6 | 1,2 | 0,5 | 0,4 | 7,6 |

## Palmarès
- Supercoppa del Belgio: 1

Anversa: 2016